# Bendis bayamona
Bendis bayamona là một loài bướm đêm trong họ Noctuidae.